# Glockenturm (Braunfels)

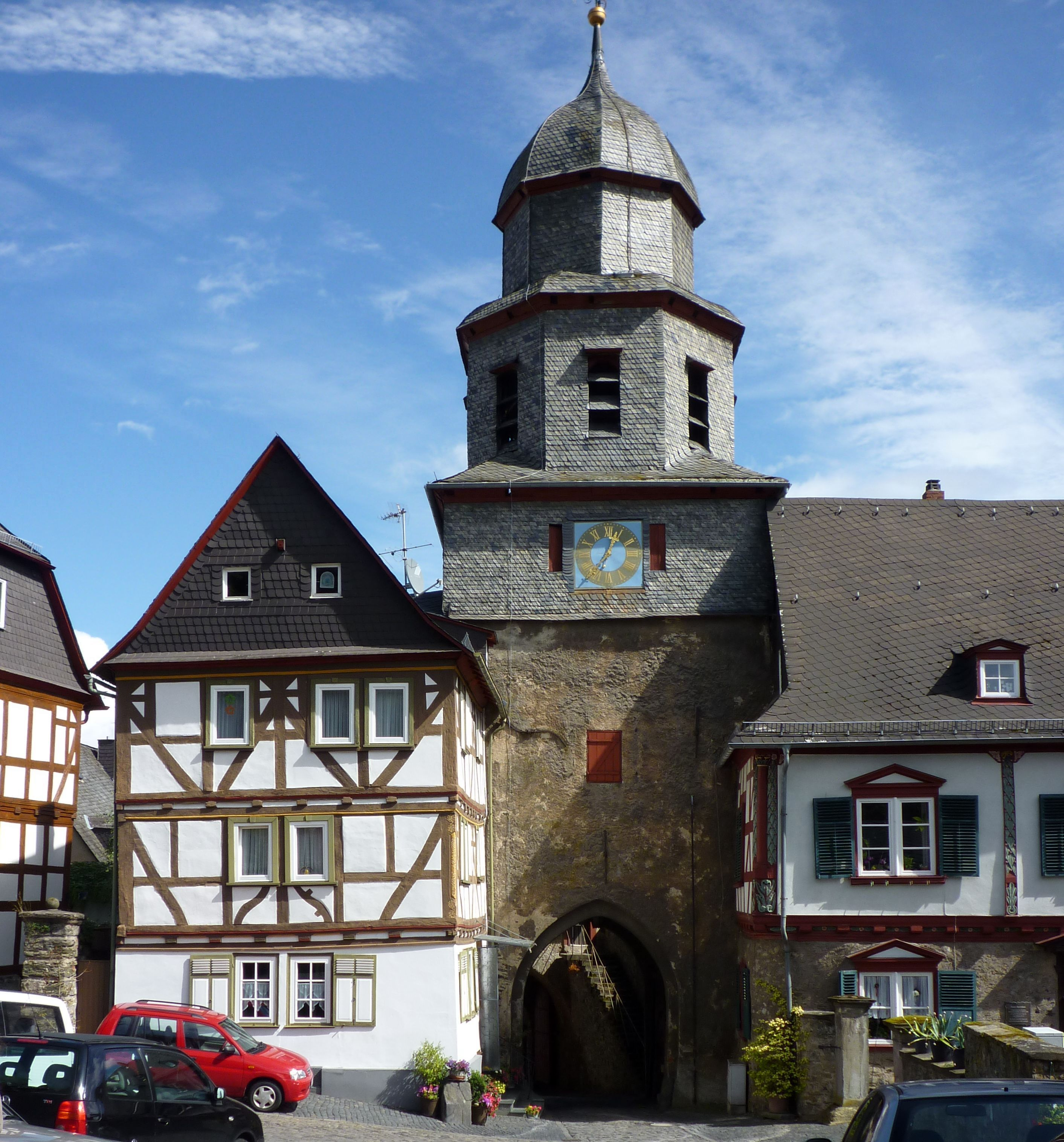
Glockenturm in Braunfels

Der Glockenturm in Braunfels, einer Stadt im Lahn-Dill-Kreis in Hessen, wurde im 17. Jahrhundert errichtet. Der Wehrturm an der Schloßstraße 7 ist ein geschütztes Baudenkmal.
Der Glockenturm wurde als inneres Befestigungstor in der ersten Hälfte des 15. Jahrhunderts zur Sicherung der Talsiedlung errichtet. Durch Mauerzüge ist er mit der Mittleren Pforte verbunden und bildet damit einen Zwinger. Über der tonnengewölbten Durchfahrt mit Spitzbogen liegt ein Wehrgeschoss mit Schießscharten. Nach dem Brand von 1679 wurden bis 1682 das verschieferte Fachwerkgeschoss und der abschließende achteckige Aufsatz erbaut.